# Amazing Journey
«Amazing Journey» es una canción escrita por Pete Townshend y grabada por el grupo británico de rock The Who, incluida en su álbum de 1969, la ópera rock Tommy.

## Concepto
Véase también: Historia de Tommy
Esta canción es uno de los ejes principales de la trama de Tommy. Fue una de las primeras canciones escritas específicamente para el álbum (a diferencia de otras como «Sally Simpson», que se escribieron mucho antes). 
En la historia, Tommy se encuentra sólo con su espíritu, entonces realiza un psicodélico «increíble viaje» («Amazing Journey» en español), donde su subconsciente le revela una visión de un extranjero vestido de manera muy extraña, con túnicas de plata. Esto le hace interpretar todas las sensaciones de su vida, como la música. Hay varios narradores en la canción, siendo Tommy un narrador externo.

### Poema
Las primeras líneas de la canción, nacen de un poema escrito por Pete Townshend:
| Inglés |  | Español |
| --- |  | --- |
| «This the story of a deaf dumb and blind boy and his amazing journey trough life. The SEARCH The highest mountain. The Deepest Ocean.» |  | «Esta es la historia de un niño sordo mudo y ciego y su increíble viaje a través de la vida. La BÚSQUEDA La montaña más alta. El mar más profundo.» |

## Características
Musicalmente, la canción posee características muy destacables. La progresión de los acordes, sobre todo en la introducción, desarrolla un ambiente de pasividad y ensueño. Se pueden oír notas muy agudas y trepidantes, sonido que el grupo desarrolló invirtiendo una nota tocada en piano, muestra de la experimentación de sonidos que el grupo buscaba en el álbum. 
La canción da paso a «Sparks», uno de los temas "instrumentales" del disco.
Una versión en vivo de la canción fue tocada en el mítico concierto en Leeds, apareciendo posteriormente en el álbum en directo de la banda Live at Leeds.